# Пауэлл, Эндрю
Э́ндрю Па́уэлл (англ. Andrew Powell; род. 18 апреля 1949, Лондон, Великобритания) — британский музыкант, аранжировщик, дирижёр, композитор и продюсер.

## Биография
Родился в семье выходцев из Уэльса. В четыре года начал учиться игре на фортепиано. Посещал музыкальную школу Кингс-колледж в Уимблдоне по классам альта, скрипки и оркестровой перкуссии. К одиннадцати годам сочинял собственную музыку. Продолжил музыкальное образование в Дармштадте у Карлхайнца Штокхаузена и Дьёрдя Лигети; получил магистерскую степень в кембриджском Кингс-колледже. Во время учёбы в Кембридже играл в группах электронной и прогрессивной музыки Intermodulation и Henry Cow на ударных и бас-гитаре.
Начал профессиональную музыкальную карьеру, участвуя в променад-концертах Би-би-си в королевском Альберт-холле. Выступал с Лондонским симфоническим и Лондонским филармоническим оркестрами. Аранжировал и оркестровал альбомы ряда известных поп- и рок-исполнителей (Cockney Rebel, Клифф Ричард, Джон Майлз, Эл Стюарт, Мик Флитвуд, Крис Ри, Il Divo). Принял участие в качестве композитора, аранжировщика и дирижёра в записи дебютного альбома Tales of Mystery and Imagination группы The Alan Parsons Project; впоследствии регулярно сотрудничал с проектом и его основателем. Продюсировал ранние работы Кейт Буш, в том числе альбомы The Kick Inside и Lionheart, а также дебютный сингл Буш «Wuthering Heights», занявший 1-е место в хит-параде UK Singles Chart. Работал с Крисом де Бургом, Kansas, Элен Пейдж, Тимом Райсом и другими известными музыкантами. Автор музыки к художественным фильмам «Леди-ястреб», «Ракета Гибралтар», многочисленным телевизионным проектам.

## Избранная дискография
- 1974 — Caravan to Vaccares (саундтрек)
- 1982 — Triumphs of a Man Called Horse (саундтрек)
- 1983 — Andrew Powell and the Philharmonia Orchestra Play the Best of The Alan Parsons Project
- 1985 — Ladyhawke (саундтрек)
- 1988 — Rocket Gibraltar (саундтрек)